# São José do Jacuri
São José do Jacuri là một đô thị thuộc bang Minas Gerais, Brasil. Đô thị này có diện tích 345,861 km², dân số năm 2007 là 6958 người, mật độ 18,2 người/km².